# General Korotkoff
General Korotkoff er en dansk dokumentarfilm fra 1946 med ukendt instruktør.

## Handling
På foranledning af Udenrigsministeriet blev en række optagelser af general Fjodor Korotkovs besøg i København, det daværende kronprinsepars og general Dewings besøg på Bornholm samlet til en film, der, forsynet med russisk speakertekst, blev sendt som gave til Bornholms russiske kommandant general Korotkov.